# 지붕 (기하학)
| 오각지붕 (예시) |                                                   |
| 슐레플리 기호   | {n} \| t{n}                                       |
| 면              | 정삼각형 n개, 정사각형 n개, n각형 1개, 2n각형 1개 |
| 모서리          | 5n                                                |
| 꼭짓점          | 3n                                                |
| 대칭군          | Cnv, [1,n], (*nn), 2n차                           |
| 회전군          | Cn, [1,n]+, (nn), n차                             |
| 쌍대            | Trapyramids                                       |
| 특성            | 볼록                                              |

기하학에서 지붕은 하나는 (밑면) 다른 것의 변의 두 배를 가진 두 다각형을 이등변삼각형과 직사각형이 번갈아 나타나는 띠로 연결한 다면체이다. 삼각형이 정삼각형이고, 사각형이 정사각형일 때, 밑면과 그 반대면이 정다각형이라면, 삼각, 사각, 그리고 오각지붕은 모두 존슨의 다면체로 계수되고, 각각 육팔면체, 마름모육팔면체, 그리고 마름모십이이십면체의 일부로 만들어진다.
지붕은 한 쪽 다각형이 교대 꼭짓점을 병합해서 절반으로 만든 각기둥으로 볼 수 있다.
지붕은 확장된 슐레플리 기호로 {n} || t{n}로 주어질 수 있으며, 정다각형 {n}이 평행한 그 깎은 형태, t{n} 또는 {2n}과 결합한 것을 나타낸다.
지붕은 기둥형 다면체의 부분그룹이다.

## 예시
| n                  | 3             | 4                | 5                       | 6                         |
| 이름               | {3} \|\| t{3} | {4} \|\| t{4}    | {5} \|\| t{5}           | {6} \|\| t{6}             |
| ------------------ | ------------- | ---------------- | ----------------------- | ------------------------- |
| 지붕               | 삼각지붕      | 사각지붕         | 오각지붕                | 육각지붕 (평면)           |
| 관련된 고른 다면체 | 육팔면체 ·    | 마름모육팔면체 · | 마름모 · 십이이십면체 · | 마름모삼육각형 · 타일링 · |

마름모삼육각형 타일링에서 평면 "육각지붕"이다.

위에서 언급된 세 다면체는 유일한 정다각형 면을 가지는 자명하지 않은 볼록한 지붕이다. "육각지붕"은 평면 도형이다. 하지만, 높은 차수의 지붕은 비정다각형 삼각형과 직사각형 면으로 만들어질 수 있다.
다음은 지붕과 관련된 고른 다면체이다.
삼각지붕과 관련된 고른 다면체:육팔면체(밑면끼리 비틀어 붙임)
사각지붕과 관련된 고른 다면체:마름모육팔면체(서로 맞붙이고 그 사이에 정팔각기둥(4.4.8)을 끼워 넣음)
오각지붕과 관련된 고른 다면체:마름모십이이십면체
육각지붕 (평면)과 관련된 고른 타일링:마름모삼육각형 타일링

## 꼭짓점의 좌표

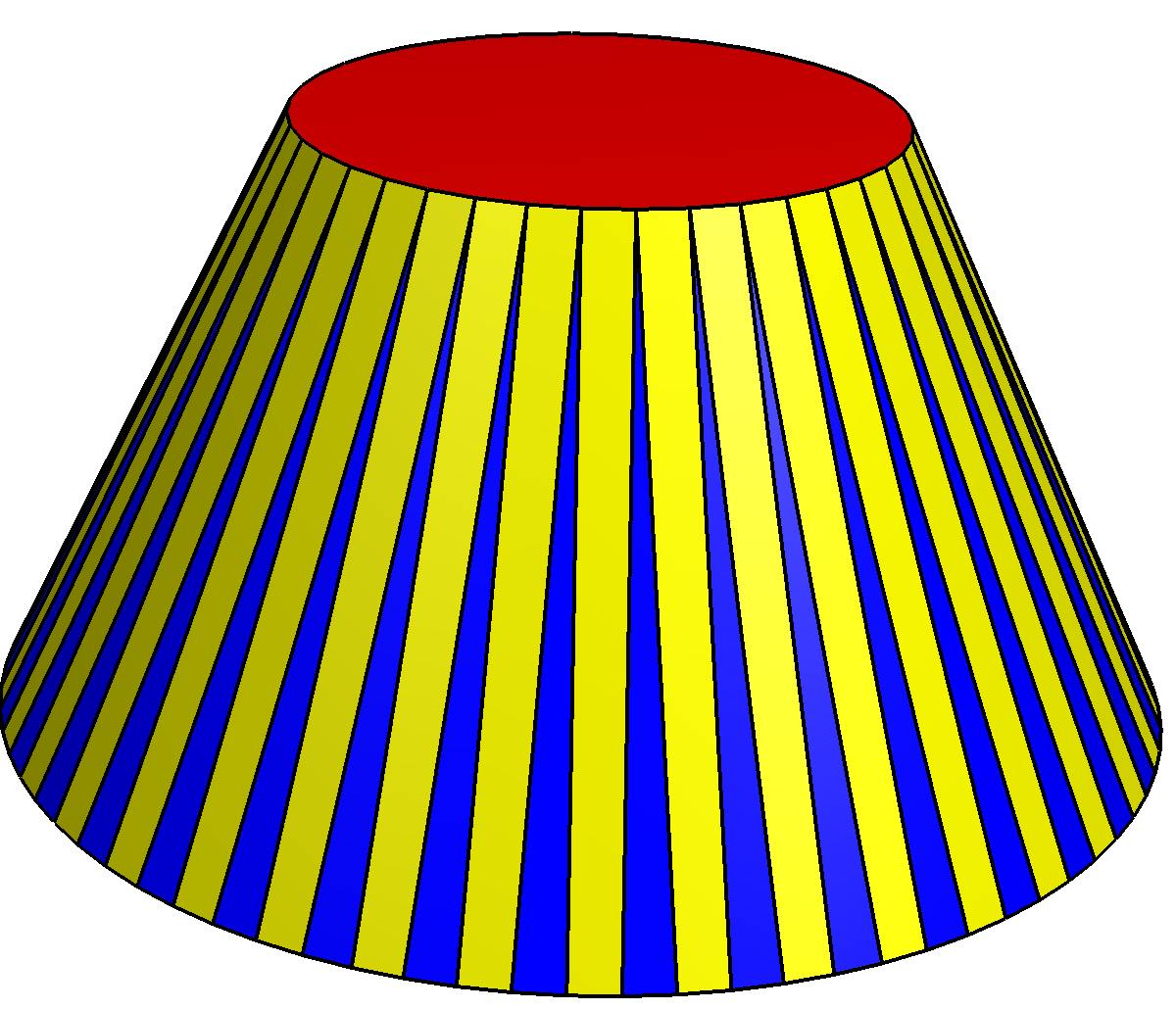
사십각지붕은 이등변삼각형 (파란색) 40개, 직사각형 (노란색) 40개, 상부의 정사십각형 (빨간색)과 하부의 정팔십각형 (가려짐)을 가진다.

지붕의 정의는 밑면(또는 윗면이라고 불리는 밑면의 반대면)이 정다각형일 필요는 없지만, 지붕이 최대의 대칭 Cnv를 가질 때는 정다각형으로 고려하는 것이 편리하다. 이 경우에는, 윗면은 정n각형이고 밑면이 정2n각형이거나 두 다른 길이가 교대로 나타나고 정2n각형과 각이 같은 2n각형이다. 좌표계를 이동시켜서 밑면이 xy평면에 놓이고, 윗면을 xy평면에 평행하게 하는 것이 편리하다. z축은 n-fold 축이고 거울면은 z축을 지나면서 밑면의 변을 이등분한다. 이것은 또한 윗면의 변이나 각 또는 둘 다를 이등분한다. (n이 짝수일 때, 거울면의 절반은 윗면의 변을 이등분하고 나머지 절반은 각을 이등분하고, n이 홀수이면, 모든 거울면은 한쪽은 윗면의 변을, 한쪽은 각을 이등분 한다.) 밑면의 꼭짓점은 V1에서 V2n까지 지정할 수 있고, 윗면의 꼭짓점은 V2n+1에서 V3n까지 지정할 수 있다. 이 정의로, 꼭짓점의 좌표는 다음과 같이 쓸 수 있다:
- V2j−1: (rb cos[2π(j − 1) / n + α], rb sin[2π(j − 1) / n + α], 0)
- V2j: (rb cos(2πj / n − α), rb sin(2πj / n − α), 0)
- V2n+j: (rt cos(πj / n), rt sin(πj / n), h)

이때 j = 1, 2, ..., n이다.
또 다각형 V1V2V2n+2V2n+1,등은 직사각형이기 때문에, 이것은 rb, rt, 그리고 α의 값에 제약을 준다. V1V2의 길이는 다음과 같다:
rb{[cos(2π / n − α) − cos α]2 + [sin(2π / n − α) − sin α]2}1⁄2
= rb{[cos2(2π / n − α) − 2cos(2π / n − α)cos α + cos2 α] + [sin2(2π / n − α) − 2sin(2π / n − α)sin α + sin2 α]}1⁄2
= rb{2[1 − cos(2π / n − α)cos α − sin(2π / n − α)sin α]}1⁄2
= rb{2[1 − cos(2π / n − 2α)]}1⁄2
그리고 V2n+1V2n+2의 길이는 다음과 같다:
rt{[cos(π / n) − 1]2 + sin2(π / n)}1⁄2
= rt{[cos2(π / n) − 2cos(π / n) + 1] + sin2(π / n)}1⁄2
= rt{2[1 − cos(π / n)]}1⁄2.
이것들은 같으며, 공통 모서리는 s로 표시된다,
rb = s / {2[1 − cos(2π / n − 2α)]}1⁄2
rt = s / {2[1 − cos(π / n)]}1⁄2
이 값들은 먼저 주어진 꼭짓점의 좌표 공식에 대입할 수 있다.

## 별 지붕
| n / d | 4     | 5     | 7     | 8     |
| ----- | ----- | ----- | ----- | ----- |
| 3     | {4/3} | {5/3} | {7/3} | {8/3} |
| 5     | —     | —     | {7/5} | {8/5} |

| n / d | 3                      | 5                         | 7                         |
| ----- | ---------------------- | ------------------------- | ------------------------- |
| 2     | 교차 삼각지붕형 다면체 | 별 오각지붕형 다면체      | 별 칠각지붕형 다면체      |
| 4     | —                      | 별 교차 오각지붕현 다면체 | 별 교차 칠각지붕형 다면체 |

별 지붕은 6/5 < n/d < 6이고 d는 홀수인 모든 밑면 {n/d}에 대하여 존재한다. 극한에서 지붕은 평면 도형으로 찌그러진다: 극한너머에서는 삼각형과 사각형은 더 이상 두 다각형 사이의 거리를 채우지 않는다. d가 짝수일 때, 밑면 {2n/d} 은 불가능해진다: 불가능한 면을 없애고 대신에 삼각형과 사각형을 서로 연결하면 지붕형 다면체나 반지붕을 만들 수 있다. 특히, 사반육면체는 {3/2}-지붕형 다면체로 볼 수 있다. 지붕은 모두 유향 다양체이고, 지붕형 다면체는 모두 가향 다양체가 아니다. 지붕형 다면체에서 n/d > 2일 때, 삼각형과 사각형은 밑면 전체를 덮지 않고, 작은 막은 단순히 빈 공간을 덮기 위해 밑면에 남는다. 따라서 위에서 나타낸 {5/2}와 {7/2} 기둥형 다면체는 (채워지지 않은) 막을 가진다. 반면에 위에서 나타낸 {5/4}와 {7/4} 기둥형 다면체는 막을 가지지 않는다.
{n/d}지붕의 높이 h는 다음의 공식으로 주어진다:
{\displaystyle h={\sqrt {1-{\frac {1}{4\sin ^{2}({\frac {\pi d}{n}})}}}}}. 특히, n/d = 6과 n/d = 6/5에서 극한적으로 h = 0이고, n/d = 2에서 (삼각기둥,삼각형이 직립일 때) h는 최대화된다.
위의 그림에서, 별 지붕은 그들의 면을 구분하는 것을 돕기 위해 일관된 색 구성으로 주어졌다: 밑면 n/d각형은 빨간색, 밑면 2n/d각형은 노란색, 사각형은 파란색, 그리고 삼각형은 초록색이다. 지붕형 다면체는 밑면 다른 밑면이 사라진 것처럼 n/d각형을 빨간색, 사각형은 노란색, 그리고 삼각형은 파란색으로 칠했다.

## 역지붕
| 오각형 예시   |                                   |
| 슐레플리 기호 | s{n} \| t{n}                      |
| 면            | 삼각형 3n개 n각형 1개, 2n각형 1개 |
| 모서리        | 6n                                |
| 꼭짓점        | 3n                                |
| 대칭군        | Cnv, [1,n], (*nn), 2n차           |
| 회전군        | Cn, [1,n]+, (nn), n차             |
| 쌍대          | ?                                 |
| 특성          | 볼록                              |

n각 역지붕은 정2n각형 밑면과, 두 종류의 삼각형 3n개와, 정n각형 윗면으로 이루어져있다. n=2일 때, 이각형 윗면은 변 하나로 줄어든다. 윗면의 꼭짓점은 낮은 다각형의 꼭짓점과 정렬되어있다. 대칭은 Cnv, 2n차이다.
역지붕은 일부는 정다각형으로 만들 수는 있지만 전부 정다각형 면으로는 만들수 없다. n각형 윗면과 삼각형이 정다각형이라고 하면, 2n각형 밑면은 평면다각형이나 정다각형이 될 수 없다. 이런 경우에서, n=6일 때는 밑면이 큰 육각형처럼 생겨서 일직선에 놓인 모서리를 가지는 대칭적인 12각형인 부피가 없는 다면체로 다듬은 정육각형 타일링의 정육각형과 둘러싸는 정삼각형을 생성한다.
역지붕 둘을 밑면끼리 붙여서 맞붙인 역지붕을 만들 수 있다.
| n      | 2              | 3              | 4              | 5              | 6...           |
| 이름   | s{2} \|\| t{2} | s{3} \|\| t{3} | s{4} \|\| t{4} | s{5} \|\| t{5} | s{6} \|\| t{6} |
| ------ | -------------- | -------------- | -------------- | -------------- | -------------- |
| 그림   | 이각           | 삼각           | 사각           | 오각           | 육각           |
| 투명   |                |                |                |                |                |
| 전개도 |                |                |                |                |                |

## 초지붕
초지붕 또는 다면체 지붕은 고르지 않은 4차원 볼록 다포체족이고, 지붕과 유사하다. 각각의 밑면은 플라톤의 다면체와 그 확장이다.
| 이름                   | 정사면체 지붕         | 정사면체 지붕                                                  | 정육면체 지붕                  | 정육면체 지붕                                                         | 정팔면체 지붕              | 정팔면체 지붕                                                         | 정십이면체 지붕           | 정십이면체 지붕                                                               | 정육각형 타일링 지붕              | 정육각형 타일링 지붕                                                               |
| 슐레플리 기호          | {3,3} \|\| rr{3,3}    | {3,3} \|\| rr{3,3}                                             | {4,3} \|\| rr{4,3}             | {4,3} \|\| rr{4,3}                                                    | {3,4} \|\| rr{3,4}         | {3,4} \|\| rr{3,4}                                                    | {5,3} \|\| rr{5,3}        | {5,3} \|\| rr{5,3}                                                            | {6,3} \|\| rr{6,3}                | {6,3} \|\| rr{6,3}                                                                 |
| Segmentochora 지표     | K4.23                 | K4.23                                                          | K4.71                          | K4.71                                                                 | K4.107                     | K4.107                                                                | K4.152                    | K4.152                                                                        |                                   |                                                                                    |
| ---------------------- | --------------------- | -------------------------------------------------------------- | ------------------------------ | --------------------------------------------------------------------- | -------------------------- | --------------------------------------------------------------------- | ------------------------- | ----------------------------------------------------------------------------- | --------------------------------- | ---------------------------------------------------------------------------------- |
| 외접반지름             | 1                     | 1                                                              | sqrt((3+sqrt(2))/2) = 1.485634 | sqrt((3+sqrt(2))/2) = 1.485634                                        | sqrt(2+sqrt(2)) = 1.847759 | sqrt(2+sqrt(2)) = 1.847759                                            | 3+sqrt(5) = 5.236068      | 3+sqrt(5) = 5.236068                                                          |                                   |                                                                                    |
| 그림                   |                       |                                                                |                                |                                                                       |                            |                                                                       |                           |                                                                               |                                   |                                                                                    |
| 덮개 세포              |                       |                                                                |                                |                                                                       |                            |                                                                       |                           |                                                                               |                                   |                                                                                    |
| 꼭짓점                 | 16                    | 16                                                             | 32                             | 32                                                                    | 30                         | 30                                                                    | 80                        | 80                                                                            | ∞                                 | ∞                                                                                  |
| 모서리                 | 42                    | 42                                                             | 84                             | 84                                                                    | 84                         | 84                                                                    | 210                       | 210                                                                           | ∞                                 | ∞                                                                                  |
| 면                     | 42                    | 24 {3} + 18 {4}                                                | 80                             | 32 {3} + 48 {4}                                                       | 82                         | 40 {3} + 42 {4}                                                       | 194                       | 80 {3} + 90 {4} + 24 {5}                                                      | ∞                                 |                                                                                    |
| 세포                   | 16                    | 정사면체 1개 삼각기둥 4개 삼각기둥 6개 삼각뿔 4개 육팔면체 1개 | 28                             | 정육면체 1개 사각기둥 6개 삼각기둥 12개 삼각뿔 8개 마름모육팔면체 1개 | 28                         | 정팔면체 1개 삼각기둥 8개 삼각기둥 12개 사각뿔 6개 마름모육팔면체 1개 | 64                        | 정십이면체 1개 오각기둥 12개 삼각기둥 30개 삼각뿔 20개 마름모십이이십면체 1개 | ∞                                 | 정육각형 타일링 1개 육각기둥 ∞개 삼각기둥 ∞개 삼각뿔 ∞개 마름모삼육각형 타일링 1개 |
| 관련 고른 4차원 다포체 | runcinated 정오포체 · | runcinated 정오포체 ·                                          | runcinated 정팔포체 ·          | runcinated 정팔포체 ·                                                 | runcinated 정이십사포체 ·  | runcinated 정이십사포체 ·                                             | runcinated 정백이십포체 · | runcinated 정백이십포체 ·                                                     | runcinated 정육각형 타일링 벌집 · | runcinated 정육각형 타일링 벌집 ·                                                  |

## 같이 보기
- 붙인 지붕
- 둥근지붕
- 붙인 둥근지붕
- 각뿔
- 쌍각뿔
- 뿔/지붕형 다면체와 이에 관련된 고른 다면체의 목록